# Lordina Mahama
Lordina Mahama, née Effah le 6 mars 1963, est l'actuelle Première dame du Ghana (en) depuis janvier 2025. Elle a précédemment été première dame de 2012 à 2017. Elle est mariée au président du Ghana, John Mahama . Avant de devenir Première Dame, elle a été la première dame (Mesdames et Messieurs du Ghana (en)) de 2009 à 2012.
Avant de devenir deuxième dame, le mari de Lordina Mahama a été membre du Parlement du Ghana représentant la circonscription de Bole (circonscription parlementaire du Ghana) (en) de 1997 à 2008 .
Élevé à Brong-Ahafo et Tamale dans la région nord du Ghana, Mahama est un traiteur qualifié et un responsable de l'hôtellerie. Elle est diplômée de l'Institut ghanéen de gestion et d'administration publique, où elle a obtenu un diplôme en gestion hôtelière et une maîtrise en gouvernance et leadership. Elle est également diplômée de l'Université De Montfort au Royaume-Uni .
Mahama a rejoint son mari lors des campagnes électorales avant 2008, lorsqu'il était le colistier de John Atta Mills, ainsi qu'en 2013 et 2017, lorsqu'il était le porte-drapeau du Congrès national démocratique, gagnant en 2013 mais perdant en 2017.
En tant que première dame, Mahama a servi de modèle aux femmes du Ghana et a œuvré en tant que défenseure de la sensibilisation au VIH/SIDA, au cancer du sein et du col de l'utérus, aux orphelins et aux sorcières présumées , . Elle est actuellement présidente de la fondation Lordina Mahama, une association caritative dont la devise est « Plus on partage, plus on a ».

## Début de la vie
Elle est née Lordina Effah le 6 mars 1963, de feu M. et Mme Effah. Lordina est originaire de Jema-Ampoma dans le district de Nkoranza, situé dans la région de Brong-Ahafo au Ghana. Elle est la dernière de trois enfants , . Elle a suivi sa formation initiale à Tamale, au Ghana, à l’école élémentaire anglicane de Tishigu. Elle a ensuite poursuivi ses études à l' Lycée du Ghana (Tamale) (en) à Tamale, où elle a terminé ses études de GCE. C'est à l'école secondaire du Ghana que Lordina a rencontré son futur mari, John Dramani Mahama .

## Éducation et carrière
Mahama était étudiante chez Flair Catering Services , et a reçu une formation universitaire de quatre ans en gestion hôtelière à l'Institut ghanéen de gestion et d'administration publique (GIMPA) . Elle a étudié pour une maîtrise ès arts en gouvernance et leadership à l'Institut ghanéen de gestion et d'administration publique (GIMPA) et a obtenu son diplôme en 2012 . Mahama a obtenu une maîtrise en droit (LLM) en droit des affaires/droit international des affaires de l'Université De Montfort au Royaume-Uni en 2019 .

## Rôles politiques

### Deuxième dame du Ghana
Mme Mahama est devenue deuxième dame lorsque son mari John Dramani Mahama, l'ancien président de la République du Ghana, est devenu vice-président du Ghana auprès du président John Evans Atta-Mills le 7 janvier 2009 . Elle a été deuxième dame jusqu'en juillet 2012, date à laquelle elle est devenue première dame du Ghana.

### Première dame du Ghana

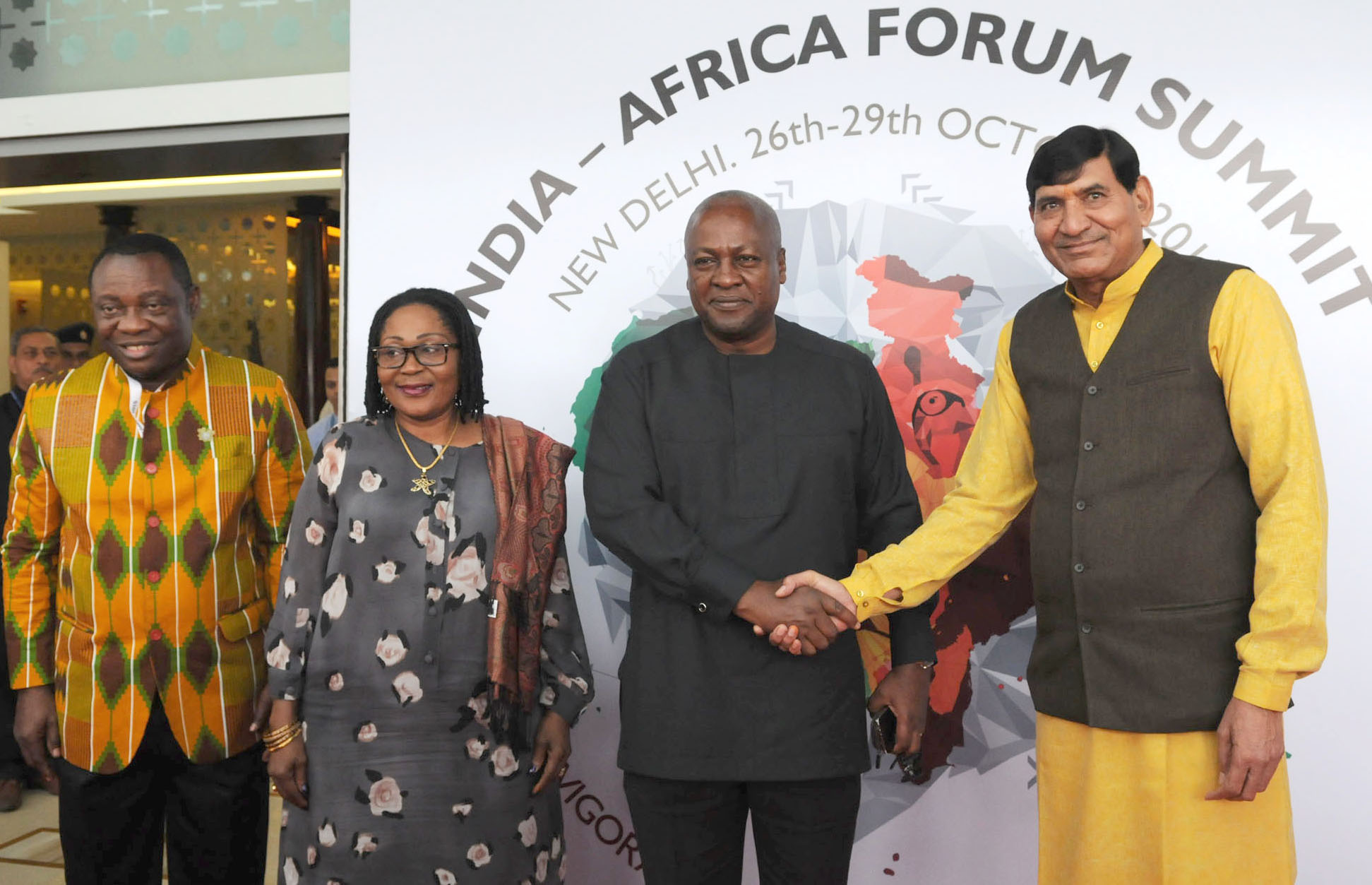
Lordina et John Mahama reçus par lors du sommet du Forum Inde-Afrique en 2015

Conformément à la constitution du Ghana, son mari est devenu président du Ghana le 24 juillet 2012 à la mort de son prédécesseur, John Atta Mills et a prêté serment au Parlement en juillet 2012, faisant d'elle automatiquement la Première Dame de la République du Ghana . En tant que Première Dame, elle a travaillé comme défenseure du VIH/SIDA, du cancer du sein et du col de l'utérus, a autonomisé les femmes par le biais de sa fondation et de la formation technique et professionnelle (EFTP) tout en représentant le Ghana à différentes conférences et forums pour discuter des questions relatives aux femmes et aux enfants.

#### OAFLA
Au cours de son mandat de Première Dame, Mahama a également été élue présidente de l’ Organisation des Premières Dames d'Afrique pour le Développement (en)(OPDAS) en juin 2015 . Avant cela, elle avait été vice-présidente de la région Afrique de l'Ouest de l'OPDAS .
En tant que présidente de l'Organisation des Premières Dames d'Afrique contre le VIH et le SIDA (OPDAS), Mahama a été honorée lors du 50e déjeuner international des femmes de la Rainbow Push Coalition qui s'est tenu à Chicago (États-Unis) pour son rôle et son travail exceptionnel dans la défense des enfants démunis et vulnérables en Afrique et également dans son rôle de présidente pour donner aux femmes les moyens de prendre en charge leurs droits en matière de santé reproductive, ainsi que de mettre fin à la transmission mère-enfant du VIH , 

#### Plaidoyer pour la lutte contre le VIH/SIDA
De 2013 jusqu'à son départ de ses fonctions, Mahama a travaillé avec la Commission ghanéenne de lutte contre le sida et d'autres agences pour apporter des services intégrés de lutte contre le VIH et le sida, la Santé et droits sexuels et reproductifs (en), le cancer du sein et du col de l'utérus à toutes les dix régions du Ghana . La décision d’inclure les services liés au VIH et au SIDA dans ces programmes de sensibilisation à la santé est due au fait que nous étions conscients que les personnes infectées par le VIH étaient plus susceptibles de développer un cancer. Grâce à ces actions de sensibilisation, l'ancienne Première Dame a également profité de l'occasion pour dialoguer directement avec les dirigeants et les membres des communautés qu'elle a visitées afin de plaider pour que davantage de personnes connaissent leur statut et commencent un traitement précoce . Elle est restée une fervente défenseure des questions liées au VIH/SIDA alors qu'elle était Première Dame, , .

#### Plaidoyer pour la lutte contre le cancer du sein et du col de l'utérus
Au cours de son mandat, Mahama a défendu les cancers du sein et du col de l'utérus , , , . Grâce à sa fondation et à son rôle de Première Dame, elle a mis en place des initiatives de dépistage précoce des femmes, en particulier dans les zones rurales du Ghana, afin de garantir un traitement approprié si nécessaire, , 

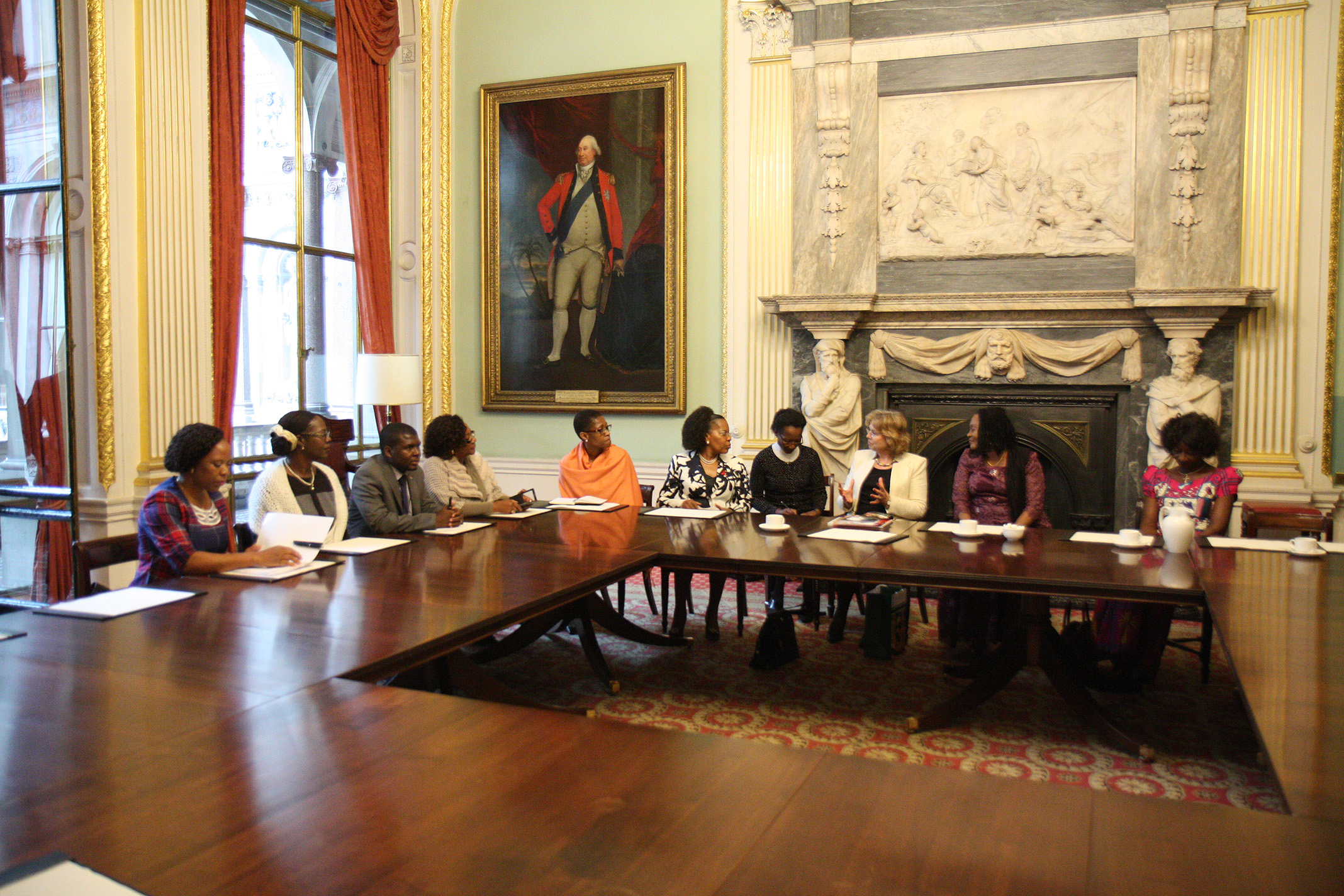
Les premières dames atteintes du cancer du col de l'utérus rencontrent la baronne Northover

Grâce à sa fondation et au soutien du gouvernement et d'autres organisations privées et non gouvernementales, certaines filles au Ghana ont été immunisées contre le VPH par l'initiative de vaccination GAVI pour prévenir le Virus du papillome humain (VPH) au Ghana (en) , , . Elle a considéré les femmes comme des contributeurs majeurs au développement des économies mondiales, comme on l'a vu au fil des ans, et a lancé des appels continus aux organisations non gouvernementales pour aider à combler le fossé en matière de promotion de la santé et de prestation de soins de santé en termes de cancer, car elles constituent la principale source de financement de ces initiatives, malgré les fonds fournis par les gouvernements pour les soins de santé.
Elle a représenté le Ghana aux 8e, 9e, 10e et 11e conférences Stop Cervical, Breast and Prostate Cancer , , . Lors de la 8e conférence, elle a annoncé que le Ghana allait commencer la mise en œuvre d'une stratégie nationale quinquennale de lutte contre le cancer afin de déployer diverses interventions qui aideront à gérer et à contrôler les cancers du sein et du col de l'utérus, ainsi que d'autres cancers dans le pays , .
Le 21 juillet 2015, elle a appelé les autres premières dames lors de la 9e conférence Stop au cancer du col de l'utérus, du sein et de la prostate (SCCA) à Nairobi, au Kenya, à ne pas considérer les outils comme un rêve, mais plutôt à développer des initiatives et des campagnes pour que des mesures soient prises pour assurer une détection précoce et à mener une campagne planifiée et durable et à travailler avec les agences et organisations concernées pour soutenir la prévention et le contrôle du cancer en Afrique , , .
Mahama a fait savoir qu'environ 2 900 femmes au Ghana reçoivent un diagnostic de cancer du sein chaque année et que, selon les conclusions de l'Organisation mondiale de la santé (OMS), 6,7 millions de femmes âgées de 15 ans et plus au Ghana étaient estimées à risque de développer un cancer du col de l'utérus et du sein. Grâce à ses initiatives et à celles du gouvernement, ils espéraient améliorer la situation au Ghana et réduire le taux de mortalité par cancer de 30 pour cent , , .
Prendre soin des plus défavorisés
Alors qu’elle était Première Dame, Mahama a mené des initiatives visant à venir en aide aux personnes défavorisées de la société. Son objectif était de fournir de la nourriture, des articles ménagers, des vêtements et d'autres articles de base aux orphelinats et aux « camps de sorcières » au Ghana , .
Grâce à sa fondation, elle a adopté six orphelinats vulnérables et un camp de sorcières au Ghana comme installations prioritaires pour ses dons tout en contribuant à d'autres orphelinats. Les orphelinats et le camp de sorcières étaient constitués de deux dans la région du Grand Accra ; le foyer pour enfants d'Osu à Osu et le foyer Christ Faith Forster à Frafraha (en), deux dans la région de Brong Ahafo ; le foyer pour enfants FrankMay et le foyer pour enfants Bethesda tous deux à Techiman, deux dans la région du Nord ; le foyer pour enfants de Tamale et le foyer pour enfants d'Anfaani tous deux à Tamale et le Camp de sorcières de Gambaga (en) situé dans la Région du Nord-Est, Ghana (en) , ,  Au cours de sa carrière, elle a fait plusieurs dons à ces orphelinats et à plusieurs autres , , ,, .
En mai 2014, elle a visité le camp des sorcières de Gambaga et a fait don de sacs de riz, d'ustensiles, de vêtements et d'autres articles pour leur entretien. Elle a commencé la construction de logements pour les prétendues sorcières du camp de Gambaga. Elle a également visité le foyer pour enfants Nyohini et l'orphelinat Anfaani à Tamale, où elle a interagi avec les enfants et fait des dons de produits alimentaires, notamment des sacs de riz, du sucre, du lait, des articles de toilette et autres pour l'entretien des enfants des orphelinats . Elle a également fait don d’articles de prévention contre le Covid-19 à ce camp .
En décembre 2016, elle a inauguré avec Nana Oye Lithur, ministre du Genre, de l'Enfance et de la Protection sociale, un complexe d'hébergement pour les tout-petits financé par sa fondation au foyer pour enfants d'Osu , . Elle a également offert des produits alimentaires et des balles de vêtements pour aider les enfants à célébrer Noël , 

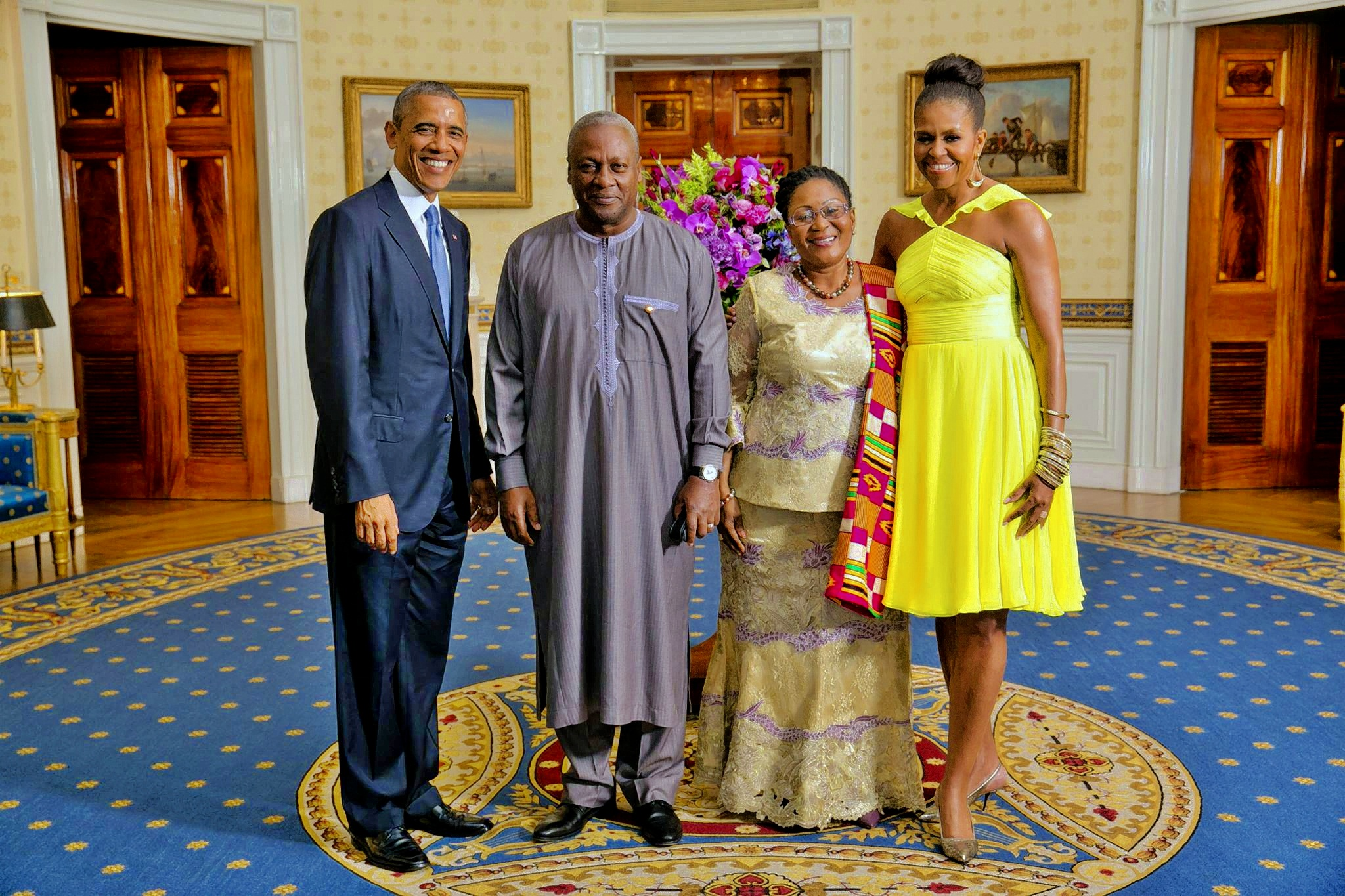
Le président Obama et la première dame Michelle avec le président John Mahama et la première dame Lordina Mahama, salle bleue lors d'un sommet des dirigeants américano-africains à la Maison Blanche, le 5 août 2014.

.

#### Autonomisation des femmes grâce à l'EFTP
Grâce à ses initiatives d’autonomisation des femmes, elle a adopté le Camp de sorcières de Gambaga (en), situé dans la Région du Nord-Est, Ghana (en) du Ghana, comme un centre nécessitant une attention particulière,. Elle a lancé un projet de construction d'un centre de formation au camp, appelé le Centre de formation de Gambaga, pour fournir une formation professionnelle et d'autres compétences entrepreneuriales au service des femmes et des filles du camp et des communautés voisines. Ces compétences devaient les aider à s’autonomiser et à démarrer leur propre entreprise après avoir terminé leurs études. Dans le cadre du centre de formation, elle a mis en place un foyer pour les étudiants de Gambaga et des environs qui souhaiteraient se former au centre , , .
Elle a également fait plusieurs dons de kits de démarrage à des artisans à travers le pays qui avaient terminé et obtenu leur diplôme de centres et d'instituts de formation professionnelle pour faciliter leur entrée dans le monde des affaires et les aider à créer leurs propres entreprises et sociétés , , ceux-ci comprenaient des dons en soutien à l'ambassade de Chine au Ghana par l'intermédiaire de leur ambassadeur Sun Baohong , .

## Vie personnelle
Lordina est mariée à John Dramani Mahama et ensemble, ils ont cinq enfants nommés Shafik, Shahid, Sharaf, Jesse et Farida. Elle parle couramment l'anglais, le haoussa, le dagbani et le twi .

## Œuvres humanitaires
Son association caritative, la Fondation Lordina, a touché la vie des bénéficiaires dans différentes régions du Ghana. La devise de la fondation est « Plus on partage, plus on a ». Les dons sont effectués notamment à Noël et à d’autres périodes de l’année .

### Prendre soin des zones rurales
En novembre 2024, l'ancienne Première Dame Lordina Mahama a plaidé pour un meilleur accès aux soins de santé dans les zones rurales du Ghana lors d'un événement sur la santé à Tamale Nord (circonscription parlementaire du Ghana) (en) . Elle a souligné l’importance des examens de santé réguliers et a fait don d’équipements médicaux essentiels au centre de santé de Tishigu par l’intermédiaire de sa fondation.
Le député de Tamale Nord, Alhassan Suhuyini, a exprimé sa gratitude, soulignant le soutien des dirigeants locaux et du Fonds commun du député dans le développement du centre .

## Honneurs et reconnaissances
L’ancienne Première dame a reçu de nombreux prix à son actif. Il s'agit notamment de :
- Docteur honoris causa en lettres humaines, décerné par le président et les administrateurs de l'Université Fordham [46], [47];
- Un prix pour la campagne contre le cancer du col de l'utérus, Maputo, Mozambique [48];
- Prix pour la lutte contre le cancer du col de l'utérus, Windhoek, Namibie [49];
- Intronisée au Temple de la renommée des femmes leaders mondiales [49];
- Prix Global Inspiration Leadership au sommet Afrique-Moyen-Orient-Asie à Dubaï [49];
- Intronisé Sompahemaa de la zone traditionnelle de Nkoranza, avec un titre de tabouret (Nana Akosua Fremaa Ampomah Sika I) [50];
- Intronisée reine du développement à Bodom, dans la région de Brong Ahafo au Ghana [51]
- Intronisée reine du développement à Ampoma dans la région de Brong Ahafo au Ghana [51];
- Intronisée reine du développement à Anloga à Kumasi, région Ashanti du Ghana [52].